# Ove Andersson
Ove Andersson (3 de janeiro de 1938 – 11 de junho de 2008) foi um piloto sueco de rali e o primeiro diretor do programa de Fórmula 1 da Toyota. Seu apelido era "Påven" ("o papa").

## Carreira
Em 1971, Andersson venceu o Rali de Monte Carlo, Rali de San Remo, Österreichische Alpenfahrt e o Rali da Acrópole. Desde o início da disputa do Campeonato Mundial de Rali em 1973, Anderson, pilotando principalmente um Toyota Celica, alcançou sete pódios em 28 ralis e venceu o Rali Safari de 1975 com um Peugeot 504, ao lado de Arne Hertz.
No começo da década de 1970, Andersson também foi dono de sua própria equipe de rali, a Andersson Motorsport, que mais tarde se tornaria a Toyota Team Europe, que conquistou diversos títulos no Campeonato Mundial de Rali, incluindo os títulos de Carlos Sainz em 1990 e 1992.
Andersson foi o primeiro diretor da equipe de Fórmula 1 da Toyota, que estreou em 2002. Se aposentou no ano seguinte, mas permaneceu como consultor para a equipe.
Em um rali de carros clássicos no dia 11 de junho de 2008, na África do Sul, Ove faleceu ao colidir de frente em uma curva.

### Vitórias pré-WRC
| # | Evento                                | Ano  | Co-piloto   | Carro                    |
| - | ------------------------------------- | ---- | ----------- | ------------------------ |
| 1 | Rali da Suécia                        | 1966 | Arne Hertz  | Lotus Cortina            |
| 2 | Rali de Monte Carlo                   | 1971 | David Stone | Alpine-Renault A110      |
| 3 | 2º Sanremo-Sestriere - Rally d'Italia | 1971 |             | Alpine-Renault A110 1600 |
| 4 | Österreichische Alpenfahrt            | 1971 |             |                          |
| 5 | Rali da Acrópole                      | 1971 |             |                          |

### Vitórias no WRC
| # | Evento            | Temporada | Co-piloto  | Carro       |
| - | ----------------- | --------- | ---------- | ----------- |
| 1 | 23rd Safari Rally | 1975      | Arne Hertz | Peugeot 504 |